# Arlum en Stöndar (deel van)
Arlum en Stöndar (deel van) (Zweeds: Arlum och Stöndar (del av)) is een småort in de gemeente Sollefteå in het landschap Ångermanland en de provincie Västernorrlands län in Zweden. Het småort heeft 56 inwoners (2005) en een oppervlakte van 39 hectare. Eigenlijk bestaat het småort uit twee plaatsen: Arlum en Stöndar. Stöndar hoort echter maar gedeeltelijk bij het småort.

## Verkeer en vervoer
Bij de plaats loopt de Länsväg 335.